# Target Earth
Target Earth – szesnasty album studyjny kanadyjksiej grupy muzycznej Voivod.

## Lista utworów
1. "Target Earth" - 6:03
2. "Kluskap O'Kom" - 4:24
3. "Empathy for the Enemy" - 5:46
4. "Mechanical Mind" - 7:34
5. "Warchaic" - 7:02
6. "Resistance" - 6:44
7. "Kaleidos" - 6:27
8. "Corps Étranger" - 4:35
9. "Artefact" - 6:26
10. "Defiance" - 1:32

## Twórcy
- Michel Langevin - perkusja
- Denis Bélanger - śpiew
- Daniel Mongrain - gitara
- Dominique Laroche - gitara bsaowa